# برافيا
بلدية برافيا (بالإسبانية: Pravia) هي بلدية تقع في منطقة أستورياس شمال غرب إسبانيا.

## الديموغرافيا
بلغ عدد سكان بلدية برافيا 8.995 نسمة عام 2011 (وفقاً للمعهد الوطني للإحصاء الإسباني).
| 9.694 | 9.515 | 9.245 | 9.200 | 9.118 | 9.131 | 8.995 |